# Izopentenil pirofosfat
Izopentenil pirofosfat (IPP) je intermedijar u klasičnom, HMG-CoA reduktaznom putu koji koriste organizmi u biosintezi terpena i terpenoida. IPP se formira iz acetil-CoA preko mavelonske kiseline. IPP se može zatim izomerizovati do dimetilalil pirofosfata enzimom izopentenil pirofosfat izomeraza.
IPP može biti sintetisan alternativnim ne-mevalonatnim putem izoprenoidne biosinteze. Pri tome se formira iz (E)-4-hidroksi-3-metil-but-2-enil pirofosfata dejstvom enzima HMB-PP reduktaza (LytB, IspH). Ne-mevalonatni put koriste mnoge bakterije, protozoe klase apicomplexa kao što su malarijski paraziti, i plastidi viših biljaka.